# Mackenzie Brown
Mackenzie Brown, född 14 mars 1995, är en amerikansk bågskytt. Hon deltog vid olympiska sommarspelen 2016 och olympiska sommarspelen 2020.